# Der Kobold
Der Kobold oder Staberl im Feendienst ist eine parodierende Zauberposse mit Gesang in vier Akten von Johann Nestroy. Das Stück entstand 1838 und wurde am 19. April dieses Jahres im Theater an der Wien als Benefizvorstellung für Nestroy uraufgeführt.

## Inhalt
Frau Margarethe will ihre Ziehtochter Thekla möglichst rasch an Peregrinus verheiraten, da sie nur als Ehefrau vor Brennroths üblen Plänen sicher ist, denn Undine, Theklas wirkliche Mutter, hat ihr verkündet:
„So lang der Liebe Flamme noch frey in ihrem Herzen glühen darf, kann meines Gegners Macht verderbend auf sie wirken. Erst wenn das Band der Ehe sie umschließt ist sie gerettet.“(I. Act, 8. Scene)
Brennroth will Thekla nämlich aus Rache an seiner Feindin Undine in sein unterirdisches Feuerreich verschleppen. Deshalb schickt er seinen Sohn, den Tunichtgut Folletterl, auf die Erde hinauf, sie in die Unterwelt zu locken. Sowohl Folletterl als auch Undine bitten Peregrinus' Freund, den stets fidelen Staberl, um Hilfe, die dieser schließlich Undine zusagt, da sie ihm den höheren Lohn verspricht. 
„Das glaub ich. A so a Wassernix ist generös.“ (II. Act, 5. Scene)
Nun gibt Undine Staberl einen Zaubertrank ein, der ihn äußerlich und innerlich in Thekla verwandelt und zugleich stumm macht, während sie ihre Tochter an einem sicheren Ort versteckt.
Folletterl versucht, Thekla/Staberl zu verführen, was wegen deren Sprachlosigkeit nur tänzerisch/pantomimisch möglich ist. Aber er verliebt sich tatsächlich in sie und auch Thekla/Staberl findet Gefallen an ihm. Nach der Rückverwandlung können sich weder die echte Thekla noch Staberl an das Geschehene erinnern, nur Folletterl will unbedingt das Mädchen erobern, obwohl er dann für immer auf der Erde bleiben müsste. Nach langem Zögern, da sie einerseits inzwischen in Folletterl verliebt ist, andrerseits seine Zauberkräfte fürchtet, entscheidet sich Thekla doch für ihn. Brennroth muss sich geschlagen geben, Folletterl wird ein irdischer Bauer und Staberl wird von Undine mit dem Trank des ewigen Glücks belohnt.
„Jetzt fang ich gleich zu trinken an! O, das schmeckt delikat!“ (IV. Act, 10. Scene)

## Werksgeschichte
Da Direktor Carl Carl mit seinem Einspringen für einen erkrankten Schauspieler in Nestroys vorhergehendem Stück Glück, Mißbrauch und Rückkehr so großen Publikumserfolg gehabt hatte, beauftragte er seinen Hausdichter, möglichst rasch eine „Staberliade“ zu schreiben, ein Genre, in dem Carl schon Jahre vorher stets großen Beifall geerntet hatte. Nestroy verfasst unter großem Zeitdruck das Werk, das deswegen nur ein schnell hingeschriebenes Spielchen blieb, ein Gelegenheitswerk ohne Bedeutung.
Die Vorlage war ein Feenballett, choreographiert und getanzt vom berühmten Jules Perrot, in dem dieser zusammen mit seiner Gattin Carlotta Grisi ab 3. März 1838 im Theater nächst dem Kärnthnerthore auftrat. Der Inhalt schildert die Geschichte des Kobolds Follet, der sich in ein Bauernmädchen verliebt und deshalb auf seine Unsterblichkeit verzichtet. Perrot erntete für seine tänzerische Leistung großen Beifall und ausgezeichnete Kritiken in der Wiener Presse. So schrieb der Wiener Telegraph am 5. März:
„Allerdings ist auch die meisterhafte Ausführung des Hauptparts (Follet), durch Hrn. Perrot selbst, so unübertrefflich, dass sie dem Werke einen Reiz verleiht, den es in jeder anderen Besetzung entbehren müsste.“
Schon vor Nestroy schrieb Franz Xaver Told für das Leopoldstädter Theater eine komische Bühnenversion des Balletts, die am 17. April ebenfalls unter dem Titel Der Kobold aufgeführt wurde. Sie fand allerdings als bloße Nachahmung wenig Zustimmung. Deshalb, und da Perrots Gastspiel am 18. April zu Ende ging, war Nestroy zu großer Eile gezwungen. Trotzdem erschien sein Stück im Theater an der Wien erst nach Ende des Gatspieles. Einerseits sollte das Ballett parodiert werden, andrerseits unbedingt für Direktor Carl die Staberl-Figur darin vorkommen. Diese Mischung fand beim Publikum und auch in der Pressekritik nach der Premiere keine allzu gute Aufnahme. Im Wanderer vom 21. April war zu lesen:
„[…] das Ballettsujet des Kobold passt zu keiner Parodie. Damit wollen wir nicht sagen, dass an dem in Rede stehenden Stück nichts Gutes sey, da müsste es nicht Hrn. Nestroy zum Verfasser haben, aber ein undankbarer Stoff lähmt jedes Talent.“
Noch schärfer war die Kritik im Sammler vom 24. April:
„Was aber noch befremdender, nahmentlich bey einem Talente wie Nestroy ist, ist die Humorlosigkeit dieses Productes, der Mangel an Witz und satyrischen Blitzen, und die regellose Unverbundenheit der Scenen, die Beyseitesetzung aller Effectökonomie!“
Besonders die das Publikum ermüdenden Längen einzelner Szenen wurden kritisiert, deshalb erschien schon ab der zweiten Vorstellung eine gekürzte Version, die zwar etwas günstiger beurteilt wurde, dennoch blieb das Werk nicht allzu lange im Spielplan.
Es war auch Nestroys endgültige Abwendung vom Alt-Wiener Zaubermärchen, das hier mit kompromissloser Ironie parodiert wurde („avec une ironie d'où est absente toute aménité“). Er selbst spielte den Folletterl, Carl Carl den Staberl und Marie Weiler die Thekla. Nestroy schrieb für sich und seine Lebensgefährtin Weiler ein vom Publikum gut aufgenommenes Quodlibet-Duett.
Eine neuerliche Bearbeitung des Stoffes von Josef Kilian Schickh im September 1838, „Noch ein Kobold, aber vermuthlich der letzte“, fand im Gegensatz zu Tolds und Nestroys Stücken durchaus zustimmende Aufnahme („[…] so wird doch jeder Unbefangene im Stillen den Zusatz gemacht haben: Und bisher der beste!“).